# آیوار رهما
آیوار رهما (استونیایی: Aivar Rehemaa؛ زادهٔ ۲۸ سپتامبر ۱۹۸۲) اسکی‌باز صحرانوردی اهل استونی است.
وی در بازی‌های المپیک زمستانی ۲۰۰۶، بازی‌های المپیک زمستانی ۲۰۱۰ و بازی‌های المپیک زمستانی ۲۰۱۴ شرکت میکند.